# Nadškofijska palača, Salvador, Bahia
Nadškofijska palača, Salvador, Bahia (portugalsko Palácio Arquiepiscopal de Salvador, tudi Palácio do Arcebispado de Salvador, Palácio Arquiepiscopal da Sé) je rimskokatoliška rezidenca v Salvadorju, Bahia, Brazilija. Stoji na Praça da Sé v zgodovinskem predelu mesta Pelourinho. Palača je bila zgrajena v začetku 18. stoletja in je eden najboljših primerov civilne arhitekture portugalskega kolonialnega obdobja v Braziliji. Nacionalni inštitut za zgodovinsko in umetniško dediščino je leta 1938 uvrstil nadškofijsko palačo med zgodovinske objekte. Leta 2011 je IPHAN lastništvo nad palačo prenesel na rimskokatoliško nadškofijo São Salvador da Bahia. Palača je na Unescovem seznamu svetovne dediščine Zgodovinsko središče Salvadorja. Del stavbe je bil spremenjen v kulturni center, Kulturni center Palácio da Sé, ki je bil odprt leta 2020.

## Zgodovina
Nadškofijska palača izvira iz zgodnjega 18. stoletja, ko je kraljeva listina dovolila gradnjo rezidence za nadškofa na Terreiro de Jesus. Sebastião Monteiro da Vide (1643-1722) je prispel v Bahio 22. maja 1702 in opravljal službo nadškofa do svoje smrti. Njegovo prošnjo za gradnjo rezidence je odobrila kraljica regentka 13. marca 1705. Mesto ob stolnici Sé je bilo izbrano leta 1707 na mestu puščavnice bratovščine svetega Petra  duhovščine. Stavba je bila dokončana leta 1715. Palača je propadla in se ni uporabljala v 20. stoletju po rušenju nekdanje katedrale Sé. Inštitut za nacionalno zgodovinsko in umetniško dediščino (IPHAN) je prevzel lastništvo stavbe leta 1938.
Lastništvo nad palačo je bilo marca 2011 preneseno na rimskokatoliško nadškofijo São Salvador da Bahia, ki se je nato pogajala z Nacionalnim inštitutom za zgodovinsko in umetniško dediščino o prihodnji uporabi zgradbe.

## Opis
Umetnostni zgodovinar Germain Bazin je opisal palačo kot »veliko zidano kocko, okrašeno z elegantnimi vrati«. Struktura je sestavljena iz treh nadstropij na ravni ulice nad kletjo. Ima glavno fasado s tremi etažami. Vhod je označen s portalom iz kamna lioz, okrašenim z grbom, ki ga obdajajo stilizirani zvitki. Grb je grb Sebastiãa Monteira da Videa, nadškofa Salvadorja v času gradnje stavbe.
Fasada palače ima dovršen baročni portal iz portugalskega marmorja z dovršenim zatrepom. V središču ima grb Dom Sebastião Monteiro da Vide z volutami na levi in desni. Okna v prvih dveh nadstropjih so relativno enostavna, okna v tretjem nadstropju pa so višja in obdana z balkoni z železno rešetko.
Rušenje stolnice Sé je spremenilo videz palače. Izpostavila je dvignjene hodnike med obema stavbama in široko stransko fasado palače. Mesto porušene cerkve, poleg palače, je zdaj trg, Praça da Sé.

### Notranje dvorišče
Notranjost palače je urejena okoli osrednjega dvorišča ali patio, poznega primera tistih, ki jih najdemo v italijanskih palačah. Dvorišče je zagotavljalo svetlobo in zrak v notranjost stavbe. Podobne primere v Bahii lahko najdemo v Solar Berquó, Solar Boa Vista, Casa Régia in House of the Seven Deaths; in plantažni hiši Freguesia in Matoim, slednji je zdaj porušen.

## Kulturni center Palacio da Sé
Kulturni center Palácio da Sé ima v prvem nadstropju stalno razstavo z naslovom Cerkev in nastanek Brazilije, ki je sestavljena iz zgodovinskih artefaktov v lasti nadškofije San Salvador. Ostanki stare stolnice so pomemben del zbirke. V prvem nadstropju stavbe je tudi Laboratorij za konzerviranje in restavriranje rektorja Eugênia Veige. V drugem nadstropju kulturnega centra so dodatni artefakti v lasti nadškofije.
Kulturni dom zaseda le del stavbe; ostalo zadrži nadškofija za upravno in versko uporabo.

## Zaščita
Inštitut za nacionalno zgodovinsko in umetniško dediščino (IPHAN) je 17. junija 1938 uvrstil nadškofijsko palačo med zgodovinske objekte. Istega leta je IPHAN palačo prevzel v posest.